# Scimmie (album)
Scimmie, pubblicato il 12 novembre 1998, è il quinto album in studio di soli inediti del cantautore italiano Marco Masini.
Questo lavoro discografico è un ripercorrere a ritroso l'evoluzione dell'umanità. Consiste di 10 canzoni dai climi più rock e testi emozionali che donano la forza e la maestosità di un concept album.
Con questo album, Masini voleva riprendere la musica degli anni settanta che tanto aveva amato; quanto mai positivo il parere della critica, non lo è stato altrettanto quello del pubblico che decretò un parziale fallimento commerciale di un album non capito.

## Tracce
1. Scimmie – 3:53
2. Falso – 2:40
3. Profondo porpora – 4:08
4. Il posto delle fragole – 4:26
5. Lungomare – 3:56
6. Ali di cera – 4:54
7. Togliti la voglia – 4:22
8. Il fiore – 3:26
9. Fino a tutta la vita che c'è – 4:13
10. Fuorigioco – 4:01

## Formazione
- Marco Masini – voce, percussioni, tastiera, pianoforte, organo Hammond
- Mario Manzani – chitarra acustica, chitarra elettrica
- Massimo Selvi – basso
- Massimiliano Agati – batteria, programmazione
- Paolo Carta, Francesca Balestracci, Serena Balestracci, Massimo Rastrelli, Francesco D'Oronzo, Cristiano Sementa, Renato Carrozzo – cori

## Classifiche
| Classifica settimanale (1998)  | Posizione massima |
| ------------------------------ | ----------------- |
| Italia                         | 13                |
| Classifica di fine anno (1998) | Posizione         |
| Italia                         | 160               |